# Prix du jeune théâtre Béatrix-Dussane–André-Roussin
Le prix du jeune théâtre Béatrix-Dussane–André-Roussin créé par la fondation Le Métais-Larivière est un prix annuel regroupant le Prix du jeune théâtre, créé par l’Académie française en 1983, et le trophée Béatrix-Dussane, qui fut remis pour la dernière fois à André Roussin, et que ses administrateurs ont confié à l’Académie. Ce prix récompense un jeune auteur dramatique.
Il est considéré comme un prix prestigieux dans le domaine du théâtre. Yasmina Reza, Olivier Py ou Florian Zeller l'ont déjà reçu.

## Liste des lauréats

### Années 1960
- 1969 : Jacques Dufilho : trophée Béatrix-Dussane pour Le Gardien

### Années 1970
- 1970 : Jean Rochefort : trophée Béatrix-Dussane
- 1972 : Hubert Monloup : trophée Béatrix-Dussane
- 1973 : Françoise Dorin : trophée Béatrix-Dussane
- 1974 : Claude Brasseur : trophée Béatrix-Dussane
- 1975 : Jean-Laurent Cochet : trophée Béatrix-Dussane
- 1978 : Martine Sarcey : trophée Béatrix-Dussane pour Les Folies du samedi soir

### Années 1980
- 1983 : Jean Marais : trophée Béatrix-Dussane pour Cocteau-Marais d'après Jean Cocteau
- 1983 Didier Van Cauwelaert pour L'Astronome[1]
- 1985 : Denise Grey : trophée Béatrix-Dussane
- 1987 : André Roussin : trophée Béatrix-Dussane
- 1988 : Danielle Sallenave pour Conversations conjugales

### Années 1990
- 1991 : Yasmina Reza pour ses deux premières pièces
- 1992 : Jérôme Deschamps pour l'ensemble de ses ouvrages dramatiques
- 1993 : Jean-Noël Fenwick pour ses deux premières pièces
- 1994 : Fabrice Luchini pour Voyage au bout de la nuit ; Françoise Dorner pour L'Hirondelle et Le Parfum de Jeannette
- 1995 : Olivier Dutaillis pour L'Inventeur mirobolant, Une femme de terrain et Les Grandes Personnes
- 1996 : Valérie Lemercier pour son dernier spectacle
- 1997 : Philippe Caubère pour l'ensemble de ses ouvrages dramatiques
- 1998 : Jean-Marie Besset pour l'ensemble de ses ouvrages dramatiques

### Années 2000
- 2000 : Jean-Marie Gourio pour Brèves de comptoir
- 2001 : Fabrice Roger-Lacan pour Cravate Club
- 2002 : Olivier Py pour l'ensemble de son œuvre
- 2003 : José Pliya pour Le Complexe de Thénardier (et l'ensemble de son œuvre)
- 2004 : Cyril Gély et Éric Rouquette pour Signé Dumas
- 2006 : Antoine Rault pour Le Caïman
- 2007 : Florian Zeller pour Si tu mourais
- 2008 : Fabrice Melquiot pour l'ensemble de ses ouvrages dramatiques

### Années 2010
- 2010 : Guillaume Gallienne pour Les Garçons et Guillaume, à table !
- 2011 : Alexandre de La Patellière et Matthieu Delaporte pour Le Prénom
- 2012 : Alexandre Astier pour Que ma joie demeure !
- 2013 : Ivan Calbérac pour L'Étudiante et Monsieur Henri
- 2014 : Alexis Michalik pour Le Porteur d’histoire et Le Cercle des illusionnistes[1]
- 2016 : Andréa Bescond pour Les Chatouilles ou la Danse de la colère
- 2017 : Christophe Pellet pour Aphrodisia et l'ensemble de son œuvre
- 2018 : Mohamed El Khatib pour C’est la vie et l'ensemble de ses ouvrages dramatiques
- 2019 : Hervé Bentégeat pour Meilleurs Alliés

### Années 2020
- 2020 : Côme de Bellescize pour l'ensemble de ses ouvrages dramatiques
- 2021 : Dieudonné Niangouna pour l'ensemble de ses ouvrages dramatiques
- 2022 : Patrick Haudecœur pour l'ensemble de ses ouvrages dramatiques
- 2023 :  Nicolas Doutey pour l'ensemble de ses ouvrages dramatiques
- 2024 : Élodie Menant pour l'ensemble de ses ouvrages dramatiques